# Odznaka honorowa „Za zasługi dla województwa wielkopolskiego”
Odznaka honorowa „Za zasługi dla województwa wielkopolskiego” – polskie odznaczenie samorządowe przyznawane przez Marszałka Województwa Wielkopolskiego decyzją Kapituły, ustanowione w 2000 roku.

## Charakterystyka
Odznaka honorowa „Za zasługi dla województwa wielkopolskiego” jest najwyższym honorowym wyróżnieniem regionalnym. Ustanowiona uchwałą nr XXX/469/2000 Sejmiku Województwa Wielkopolskiego z dnia 18 grudnia 2000 roku. Odznaczenie mające charakter jednostopniowy, jest uznaniem stanowiącym gratyfikację dla instytucji państwowych, jednostek samorządu terytorialnego, organizacji społecznych, organizacji zawodowych, osób fizycznych, osób prawnych – które swoją pracą (realizacją zadań) przyczyniły się do gospodarczego, kulturalnego, naukowego oraz społecznego rozwoju województwa wielkopolskiego. Odznaka jest przyznawany decyzją Kapituły odznaki honorowej „Za zasługi dla województwa wielkopolskiego”. Kapitułę powołuje Sejmik Województwa Wielkopolskiego. Do odznaczenia dołączono dyplom nadania odznaki honorowej „Za zasługi dla województwa wielkopolskiego”.

## Opis odznaczenia
Odznaka jest odznaczeniem dwustronnym. Awers odznaczenia stanowi (w górnej części) element kompozycyjny w kształcie herbu województwa wielkopolskiego. Część dolną awersu stanowi półkole z pięcioma wypukłymi elementami, zwężającymi się ku elementowi kompozycyjnemu w kształcie herbu. Pomiędzy pięcioma elementami umieszczono laurowe gałązki. Na jednolitym, gładkim rewersie odznaczenia umieszczono tekst (napis) – ZA ZASŁUGI DLA WOJEWÓDZTWA WIELKOPOLSKIEGO. 
Odznakę sporządzono z białego (patynowanego) metalu. Odznaczenie zawieszono na wstążce o szerokości 47 mm, w kolorze błękitnym. W środku wstążki zaprojektowano wąski, pionowy pasek w kolorze biało-czerwonym. Po bokach wstążki zaprojektowano dwa cienkie paski w kolorze zielonym.